# Lago Zuai (incrociatore ausiliario)
Il Lago Zuai è stato un incrociatore ausiliario della Regia Marina, già motonave da carico italiana. Dopo la cattura da parte tedesca ha anche prestato servizio come cacciasommergibili, come UJ 2220, nella Kriegsmarine.

## Storia
Costruita nei cantieri Tosi di Taranto tra il 1939 ed il 1940, insieme alla gemella Lago Tana, per la Società anonima di Navigazione Eritrea (successivamente divenuta Esercizio Navigazione) con sede a Roma, la nave, iscritta con matricola 191 presso il Compartimento marittimo di Roma, era in origine una piccola motonave da carico da 782,4 tonnellate di stazza lorda e 311,08 tonnellate di stazza netta, in grado di raggiungere i 15,3 nodi di velocità (quella di crociera era invece di 14,47 nodi).
Il 10 luglio 1940, qualche settimana dopo l'ingresso dell'Italia nella seconda guerra mondiale, la Lago Zuai, da poco completata, venne requisita a Cagliari dalla Regia Marina ed iscritta nel ruolo del naviglio ausiliario dello Stato come incrociatore ausiliario, con matricola D 23. Armata con due cannoni da 100/47 mm, quattro mitragliere da 20/65 mm e due scaricabombe antisom per bombe di profondità, la nave venne destinata principalmente a compiti di scorta ai convogli.
Il 21 ottobre (o nel novembre) 1940 il Lago Zuai venne dislocato a Brindisi e posto sotto il comando di «Maritrafalba» (Comando superiore del traffico con l'Albania), venendo quindi impiegato, così come gli incrociatori ausiliari RAMB III, Lago Tana e Capitano Cecchi, in missioni di scorta di convogli da e per l'Albania e la Grecia.

Il Lago Zuai od il gemello Lago Tana ormeggiato a Tripoli, verosimilmente nel 1941. In secondo piano è visibile l’incrociatore ausiliario RAMB III.

Assegnato alle «Forze Speciali» destinate ad un previsto sbarco a Corfù (al quale avrebbero partecipato il reggimento di fanteria di Marina «San Marco» e la Divisione di fanteria «Bari»), il Lago Zuai salpò il 31 ottobre 1940 insieme al resto di tale forza (i vecchi cacciatorpediniere Mirabello e Riboty, i vecchi incrociatori leggeri Bari e Taranto, le anziane torpediniere Prestinari, Castelfidardo, Curtatone, Calatafimi, Monzambano, Confienza, Solferino, Cantore, Fabrizi, Medici, Stocco, gli incrociatori ausiliari RAMB III, Capitano Cecchi e Lago Tana, 4 MAS della XIII Flottiglia e tre navi cisterna classe Sesia – queste ultime con a bordo gli uomini del Reggimento «San Marco», mentre la Divisione «Bari», tenuta come riserva, si sarebbe imbarcata a Valona su quattro convogli di piroscafi e bragozzi –), ma l'indomani l'operazione (che avrebbe dovuto avere luogo il 2 novembre e fruire anche dell'appoggio e della scorta degli incrociatori leggeri della IV e VII Divisione e dei relativi cacciatorpediniere) fu annullata e le navi sbarcarono le truppe a Valona.
Nel pomeriggio del 29 marzo 1941, dopo la drammatica battaglia di Capo Matapan, il Lago Zuai, insieme ai cacciatorpediniere Libeccio e Maestrale ed alle anziane torpediniere Dezza e Schiaffino, venne inviato incontro al cacciatorpediniere Alfredo Oriani, danneggiato durante il combattimento nella notte precedente, ed immobilizzatosi al largo di Augusta alle 14.30 a causa dell'esaurimento della scorta d'acqua. L'Oriani poté essere rimorchiato ad Augusta, giungendovi alle cinque del mattino del 30 marzo.
Alle 20.30 del 25 settembre 1941 l'incrociatore ausiliario, in missione di scorta ai mercantili Audace, Eridano e Delfino, venne assalita e danneggiata da aerei britannici al largo di Capo Colonna. Con undici morti e 24 feriti (tre gravi e ventuno lievi) tra l'equipaggio, il Lago Zuai rientrò a Crotone alle 23.10 dello stesso giorno. I funerali delle 11 vittime si svolsero nella stessa Crotone il giorno seguente.
Alle 20.15 del 15 novembre 1942 il Lago Zuai lasciò Trapani per Biserta di scorta all'incrociatore ausiliario Narenta, impiegato come trasporto. Alle dieci del mattino del giorno seguente, al largo dell'Isle of Dogs, il piccolo convoglio venne attaccato con il lancio di alcuni siluri contro il Narenta da parte di un sommergibile rimasto sconosciuto, cui seguì un breve scontro d'artiglieria tra il Lago Zuai e l'unità subacquea. Le due navi arrivarono poi a Biserta alle due del pomeriggio del 16 novembre.
Il 21 novembre 1942, durante la navigazione da Pantelleria a Trapani, il Lago Zuai venne mitragliato da velivoli angloamericani, riportando gravi danni.
Il 9 settembre 1943, in seguito alla proclamazione dell'armistizio, il Lago Zuai venne catturato a Genova (secondo altre fonti a La Spezia), dove si trovava per lavori di raddobbo, dalle truppe tedesche.

LUJ 2220 in navigazione nell'Alto Tirreno

Essendo l'unica, tra le unità italiane catturate nella zona, ad essere in condizioni tali da consentirne una rapida rimessa in servizio (vi erano anche quattro moderne corvette della classe Gabbiano, che tuttavia non avevano ancora terminato l'allestimento), la nave, dietro ordine del capo di stato maggiore del comando tedesco insediatosi a Genova, venne incorporata nella Kriegsmarine, avviata ai lavori il 13 settembre 1943 e riclassificata cacciasommergibili, con il nome UJ 2220. Dopo un breve turno di lavori di sistemazione e riparazione (durante i quali venne eliminato uno dei due cannoni da 100/47 mm e venne incrementato l'armamento antiaereo, con l'aggiunta di numerose mitragliere tedesche da 20 e Breda 37/54), il cacciasommergibili fu assegnato alla 22. U-Jagdflotille, operativa nelle acque della Provenza e della Liguria. La nave entrò formalmente in servizio sotto bandiera tedesca il 19 settembre 1943, divenendo di fatto operativa il 27 settembre.
Nella notte tra il 18 ed il 19 aprile 1944 (per altre fonti, probabilmente in errore, il 10 od il 18 giugno dello stesso anno), a causa dell'oscurità e della ridotta visibilità, l'UJ 2220 si accorse della presenza sulla propria rotta di un altro cacciasommergibili ausiliario, l’Equa della Marina Nazionale Repubblicana, solo quando era troppo tardi per tentare una manovra evasiva: la nave tedesca speronò così accidentalmente l'unità italiana, provocandone l'affondamento, senza vittime, tra Riomaggiore e l'isola del Tino, ad 1,8 miglia da Capo Montenegro.
Nell'autunno 1944 la nave risultava afflitta da gravi avarie.
Il 23 o 24 aprile 1945, prima della resa, l'UJ 2220 venne minato e fatto saltare in aria dagli stessi tedeschi presso il Molo Polcevera a Genova Sampierdarena. Secondo alcune fonti il relitto, recuperato nel dopoguerra, venne demolito, mentre per altre la nave, riportata a galla nel febbraio 1946, sarebbe stata rimessa in efficienza per la società Valfredda.